# Jonathan Glazer
Jonathan Glazer (Londres, 26 de marzo de 1965) es un director y guionista de cine británico cuyo trabajo como director incluye largometrajes, videos musicales y anuncios publicitarios.

## Biografía
Glazer nació en una familia judía y estudió en una escuela judía. Después de estudiar diseño de teatro en la Universidad de Nottingham Trent, Glazer comenzó a dirigir teatro y hacer tráileres de cine y televisión, incluyendo galardonados trabajos para la BBC. En 1993 escribió y dirigió tres cortometrajes (Mad, Pool y Commission), y se unió a Academy Commercials, una compañía de producción con sede en Londres. Ha dirigido las campañas populares para Guinness (Swimblack y Surfer) y Stella Artois (Devil's Island). Desde mediados de la década de 1990 ha dirigido varios videos, y fue nombrado director del año por MTV en 1997.
En 2000, dirigió su primer largometraje, la película de gánsteres británica Sexy Beast, protagonizada por Ray Winstone y Ben Kingsley. En 2004 dirigió su segundo largometraje Reencarnación, protagonizado por Nicole Kidman, en los Estados Unidos.
En 2001, Glazer dirigió el spot «Odyssey» de Levi Strauss Jeans. En 2006, dirigió el segundo anuncio de Sony BRAVIA, que tardó 10 días y 250 personas para filmar. Fue filmado en una finca en Glasgow, y contó con pintura explotando en todos los bloques de pisos. Más tarde ese mismo año recibió el encargo de hacer un anuncio de televisión para el nuevo teléfono Motorola Red. El anuncio, que muestra dos cuerpos negros desnudos que salen de un trozo de carne que gira en un torno de alfarero, estaba previsto a salir al aire en septiembre de 2006, pero fue dejado de lado por Motorola. El anuncio era para beneficiar a varias organizaciones benéficas en África.
En 2013 dirigió Under the Skin, una adaptación libre de la novela del mismo nombre de Michel Faber protagonizada por Scarlett Johansson. La película se estrenó en el Festival de Cine de Telluride 2013 y recibió un estreno en 2014, obteniendo críticas positivas.
En 2023, estrenó The Zone of Interest, película que presenta la historia de la familia Hoss, que vive junto a un campo de concentración durante el Holocausto Judío de la Segunda Guerra Mundial. Fue rodada en 2021 en Auschwitz, en alemán, polaco e idish, y protagonizada por Christian Friedel y Sandra Hüller. La película ganó varios premios, incluyendo el Oscar a Mejor Película Internacional.
 

En la edición 96° de los Premios Oscar, Jonathan Glazer ganó el Oscar a Mejor Película Internacional, y subió a recibir su premio junto a James Wilson, productor y frecuente colaborador de Glazer, y Len Blavatnik, billonario ucraniano que ha diversificado sus inversiones en bienes raíces y entretenimiento. Glazer condenó la guerra en Gaza y declaró:
"Todas nuestras decisiones buscaban reflejarnos y confrontarnos en el presente. No para decir 'mira lo que hicieron entonces', sino 'mira lo que hacemos ahora'. Nuestra película muestra a dónde lleva la deshumanización, llevada a su peor versión, que ha dado forma a todo nuestro pasado y nuestro presente. Ahora comparecemos aquí como hombres que se niegan a que su judaísmo y el Holocausto se vean secuestrados por una ocupación que ha llevado al conflicto a tantas personas inocentes. Sean las víctimas del 7 de octubre en Israel o del ataque que se está llevando a cabo en Gaza todas las víctimas de esta deshumanización - ¿cómo podemos resistir?"
Al terminar el discurso, Glazer dedicó su premio a Aleksandra Bystroń-Kołodziejczyk, una mujer polaca que fue parte de la resistencia a los 12 años durante la 2° Guerra Mundial y a quien conoció antes de iniciar el rodaje.

## Filmografía

### Videos musicales
- «Karmacoma» de Massive Attack (1995)
- «The Universal» de Blur (1995)
- «Street Spirit (Fade Out)» de Radiohead (1996)
- «Virtual Insanity» de Jamiroquai (1996)
- «Cosmic Girl» (versión 2) de Jamiroquai (1997)
- «Into My Arms» de Nick Cave and the Bad Seeds (1997)
- «Karma Police» de Radiohead (1997)
- «Rabbit in Your Headlights» de UNKLE ft. Thom Yorke (1998)
- «A Song for the Lovers» de Richard Ashcroft (2000)
- «Money To Burn» de Richard Ashcroft (2000)
- «Live with Me» de Massive Attack (2006)
- «Treat Me Like Your Mother» de The Dead Weather (2009)

### Películas
- Sexy Beast (2000)
- Reencarnación (2004)
- Under the Skin (2013)
- The Zone of Interest (2023)

### Identificación de estación
- Presentación de Channel 4 (septiembre de 2015)[11]

## Premios y nominaciones

### Premios Óscar
| Año  | Categoría                    | Título               | Resultado |
| ---- | ---------------------------- | -------------------- | --------- |
| 2024 | Mejor director               | The Zone of Interest | Nominado  |
| 2024 | Mejor guion adaptado         | The Zone of Interest | Nominado  |
| 2024 | Mejor película internacional | The Zone of Interest | Ganador   |